# Velika nagrada Interlagosa 1947
Velika nagrada Interlagosa 1947 je bila peta dirka za Veliko nagrado v sezoni 1947. Odvijala se je 30. marca 1947 na dirkališču Interlagos v São Paulu.

## Dirka
| Poz | Dirkač                 | Moštvo                | Dirkalnik      | Krogi | Čas/Odstop |
| --- | ---------------------- | --------------------- | -------------- | ----- | ---------- |
| 1   | Achille Varzi          | Ecurie Naphtra Course | Alfa Romeo 308 | 20    | 1:00:19.0  |
| 2   | Chico Landi            | Privatnik             | Alfa Romeo 308 | 19    | +1 krog    |
| 3   | Gino Bianco            | Privatnik             | Maserati 4C    | 19    | +1 krog    |
| Ods | António Parra          | Privatnik             | MG TC          |       |            |
| Ods | Benedicto Lopes        | Privatnik             | MG TC          |       |            |
| Ods | Carlo Pintacuda        | Scuderia Milano       | Maserati 4CL   |       |            |
| Ods | Fernandez Lages        | Privatnik             | MG TC          |       |            |
| Ods | Henrique Casini        | Privatnik             | MG TC          |       |            |
| Ods | Luigi Villoresi        | Scuderia Ambrosiana   | Maserati 4CL   |       | Trčenje    |
| Ods | Hermano da Silva Ramos | Privatnik             | MG TC          |       |            |
| Ods | Raph                   | Ecurie Naphtra Course | Maserati 6C    |       |            |